# Idea (geslacht)
Idea is een geslacht van vlinders uit de onderfamilie Danainae van de familie Nymphalidae. De wetenschappelijke naam van het geslacht is voor het eerst geldig gepubliceerd in 1807 door Johann Christian Fabricius.

## Soorten
- Idea agamarschana (C. & R. Felder, 1865)
- Idea blanchardii Marschal, 1845
- Idea durvillei Boisduval, 1832
- Idea electra (Semper, 1878)
- Idea hypermnestra (Westwood, 1848)
- Idea iasonia (Westwood, 1848)
- Idea idea (Linnaeus, 1763)
- Idea leuconoe Erichson, 1834
- Idea lynceus (Drury, 1773)
- Idea malabarica (Moore, 1877)
- Idea stolli (Moore, 1883)
- Idea tambisisiana Bedford-Russel, 1981